# 아르만도 디아츠
아르만도 디아츠(Armando Diaz, 1861년 12월 5일, 이탈리아 나폴리 ~ 1928년 2월 29일, 이탈리아 로마)는 이탈리아의 군인으로, 대장이자 육군 원수이다.
제1차 세계 대전 때 루이지 카도르나의 밑에 있으면서 카르소 전투와 고리치아 전투에서 승리를 거두었다. 그러나 후에 카포레토 전투에서 대패하기도 했다. 그리고 영국, 프랑스와 함께 1918년 6월 15일 ~ 22일까지 이탈리아 피아베 강에서 있었던 피아베 강 전투를 지휘해 오스트리아-헝가리 제국군을 무찌르고 승리를 거두었다.
그리고 같은 해 10월 24일 ~ 11월 3일까지 비토리오베네토 전투에서 오스트리아-헝가리 제국을 또 한번 무찌르면서 오스트리아의 패배를 앞당겼다. 그리고 1921년 '승리의 공작'이라는 칭호를 얻었으나 1928년에 건강 악화로 사망했다.